# John R. Chapin

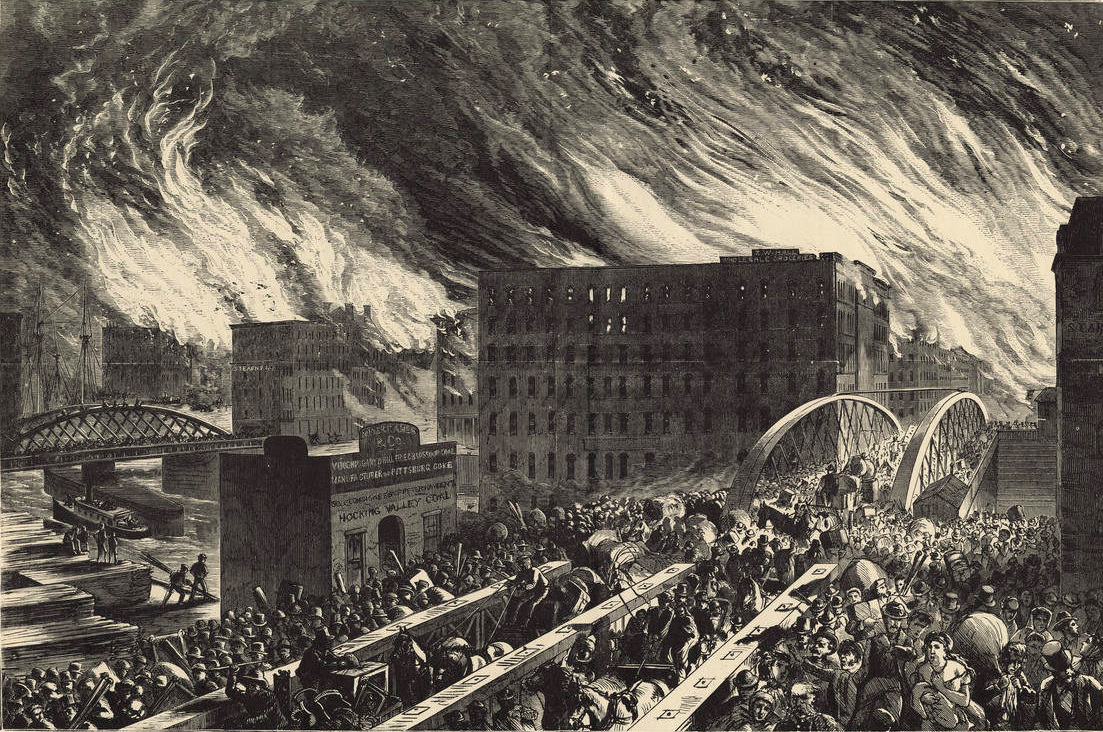
John R. Chapins Darstellung des Großen Brands von Chicago, veröffentlicht 1871 in Harper’s Weekly

John R. Chapin (* 1823 in Providence, Rhode Island; † 1904 (nach anderen Quellen 1907) in Buffalo, New York) war ein US-amerikanischer Künstler und Zeichner des 19. Jahrhunderts.

## Leben
Chapin war ein Schüler des Erfinders und Künstlers Samuel F. B. Morse. Er arbeitete hauptsächlich für das Harper’s Magazine. Bekanntheit erlangte er für eine Reihe von Illustrationen unter dem Titel Artist life in the highlands of New Jersey, veröffentlicht im April 1860, die eine anschauliche Beschreibung des Alltags von Bergleuten lieferten.

## Sonstiges
Eine Person nahezu gleichen Namens, Landes, Geburtsjahres und Berufs (Illustrator), John Reuben Chapin, lebte von 1823 bis 1894.